# چارلز فردریک گرهارد
چارلز فردریک گرهارد (فرانسوی: Charles Frédéric Gerhardt‎؛ زاده ۲۱ اوت ۱۸۱۶ درگذشته ۱۹ اوت ۱۸۵۶) یک شیمی‌دان اهل فرانسه بود.